# Белм
Белм (њем. Belm) општина је у њемачкој савезној држави Доња Саксонија. Једно је од 34 општинска средишта округа Оснабрик. Према процјени из 2010. у општини је живјело 13.806 становника. Посједује регионалну шифру (AGS) 3459008.

## Географски и демографски подаци
Белм се налази у савезној држави Доња Саксонија у округу Оснабрик. Општина се налази на надморској висини од 81 метра. Површина општине износи 46,7 km². У самом мјесту је, према процјени из 2010. године, живјело 13.806 становника. Просјечна густина становништва износи 296 становника/km².